# Glenea beesoni
Glenea beesoni är en skalbaggsart som beskrevs av Heller 1926. Glenea beesoni ingår i släktet Glenea och familjen långhorningar. Inga underarter finns listade i Catalogue of Life.